# Terapia do Medo
Terapia do Medo é um filme brasileiro de 2021, do gênero terror e suspense, dirigido por Roberto Moreira. O filme traz Cleo interpretando gêmeas ao lado de Sérgio Guizé.

## Sinopse
As gêmeas Clara e Fernanda (Cleo) formam uma dupla de vôlei de praia reconhecida por vencer vários campeonatos. Clara é perseguida por visões e vozes e para entender o que se passa com ela procura uma sessão de hipnose. Sem sucesso, ela continua tendo essas visões. Após um trágico acidente no qual seu namorado morre, ela entra em estado catatônico. 
Buscando salvar a irmã a qualquer custo, Fernanda leva Clara para um tratamento com métodos experimentais de hipnose com o Dr. Bruno (Sérgio Guizé). Porém, ao invés de curar Clara, ela aprofunda seu contato com o mundo sobrenatural despertando um espírito maligno.

## Elenco
- Cleo ... Clara/Fernanda
- Sérgio Guizé ... Dr. Bruno Weber
- Andressa Cabral ... Ingrid Weber
- Kiko Bertholini ... Afonso Weber
- Valentina Safatle ... Lúcia Weber
- Lourenço Metri ... Ivo
- Martha Meola ... Magda
- Luma Orquendo ... Ricardo
- Alessandro Azevedo ... Edney
- Lisandra Cortez ... mãe de Clara e Fernanda/ dublê de Clara e Fernanda

## Lançamento
O filme, que foi gravado em 2017, tinha previsão de estreia para 2018. Posteriormente, o lançamento foi adiado para o ano de 2020. Porém, só veio a ser distribuído em agosto de 2021 quando estreou na plataforma de streaming Netflix.